# Crenicichla lepidota
Crenicichla lepidota es una especie de peces Perciformes de la familia Cichlidae.

## Morfología
Los machos pueden llegar alcanzar los 18 cm de longitud total.

## Distribución geográfica
Se encuentran en las cuencas de los ríos Uruguay y Paraná, en Sudamérica.